# Oravka
Oravka (magyarul Kisárva lengyelül Orawka, IPA: [ɔˈrafka], szlovákul Orávka) falu Lengyelországban, az egykori Nowy Sącz, a mai Kis-lengyelországi vajdaságban.

## Fekvése
Jablonkától északra, a Fekete-Árva völgyében fekvő 900 lakosú falu.

## Története
A falut a lengyel Jerzy Wilga alapította 1585-ben, aki a falu első bírája is volt. Thurzó Ferenc és Thurzó György árva vármegyei főispánok rendelték el a környék benépesítését. Plébániája 1648-ban létesült az ellenreformáció helyi központjaként.
Keresztelő Szent Jánosnak szentelt római katolikus templomát 1650 és 1656 között építették, ez a környék legértékesebb fatemploma, egyben Árva vármegye legnagyobb fatemploma volt. Falfestményei 1711-ből valók, 49 magyar szentet (köztük Szent Istvánt, Szent Imrét, Szent Lászlót) is ábrázolnak. Mögötte áll az egykori vámház épülete.
A 18. század végén Vályi András így ír róla: „ORAVKA. Kulich. Árva Várm. földes Ura a’ K. Kamara, lakosai katolikusok, fekszik kellemetlen helyen Tersztenához 4 órányira, Betegeknek való Háza is van, vásár is esett ez előtt benne,’ de most nem igen járják, határja zabnál egyebet nem igen terem.”
Fényes Elek 1851-ben kiadott geográfiai szótárában így ír a faluról: „Oravka (Kulich), tót falu, Árva vmegyében: 595 kath., 8 zsidó lak. Sok szarvasgomba, 30 5/8 sessio. Itt a plébánusnak van joga pálinkát méretni. F. u. az árvai uradalom.”
A 20. század elején nevét „Kisárva” megnevezésre magyarosították, de ez nem bizonyult maradandónak.1910-ben 629, túlnyomórészt lengyel lakosa volt. A trianoni diktátumig Árva vármegye Trsztenai járásához tartozott.
Egyike a trianoni diktátum aláírása után egy hónappal – a belgiumi Spa-ban tartott diplomáciai konferencia által – Lengyelországnak ítélt tizennégy felső-árvai falunak. 1939 és 1945 között a Szlovák Köztársasághoz tartozott.

## Nevezetessége
- Keresztelő Szent János templom

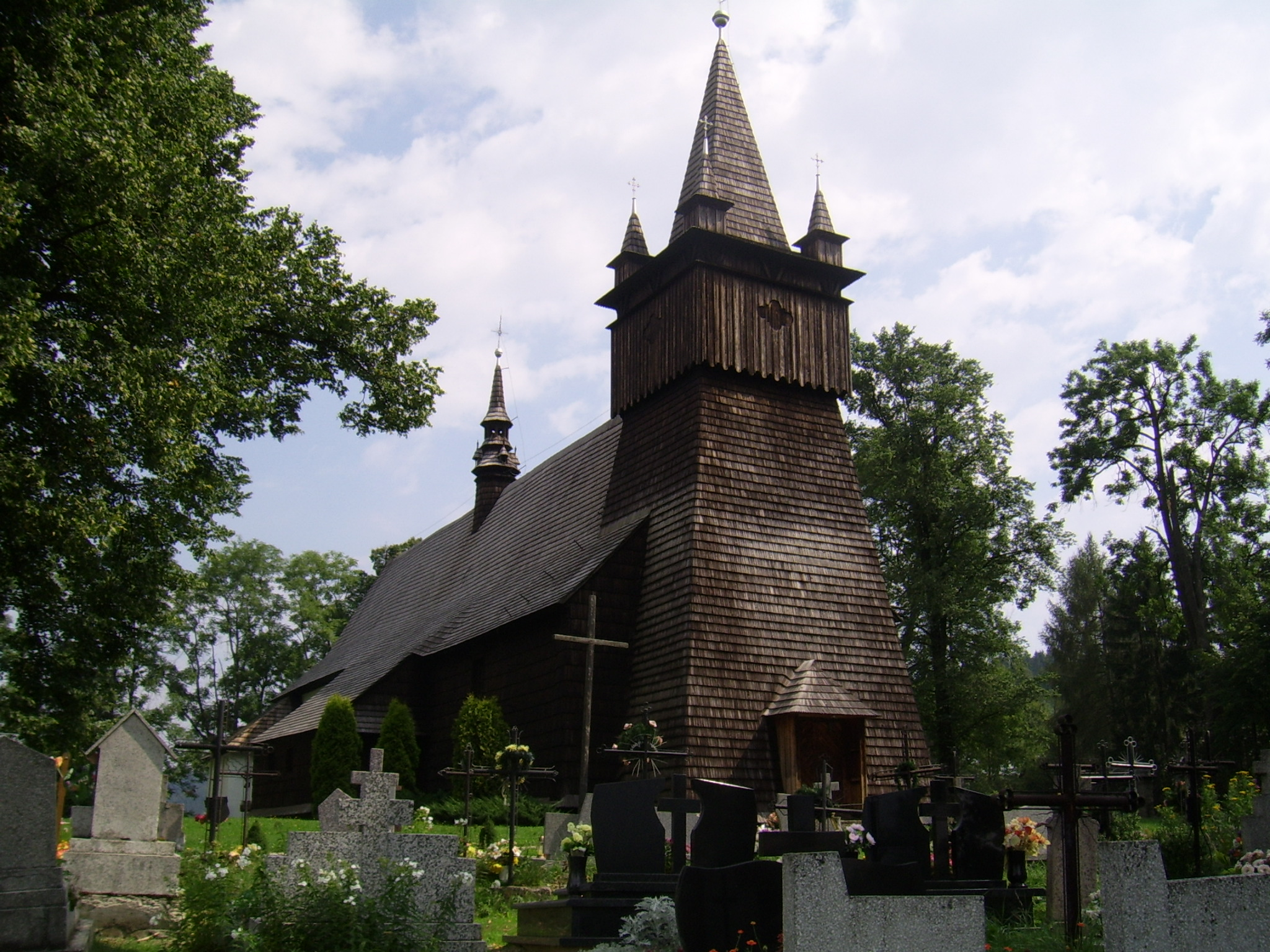
Homlokzat
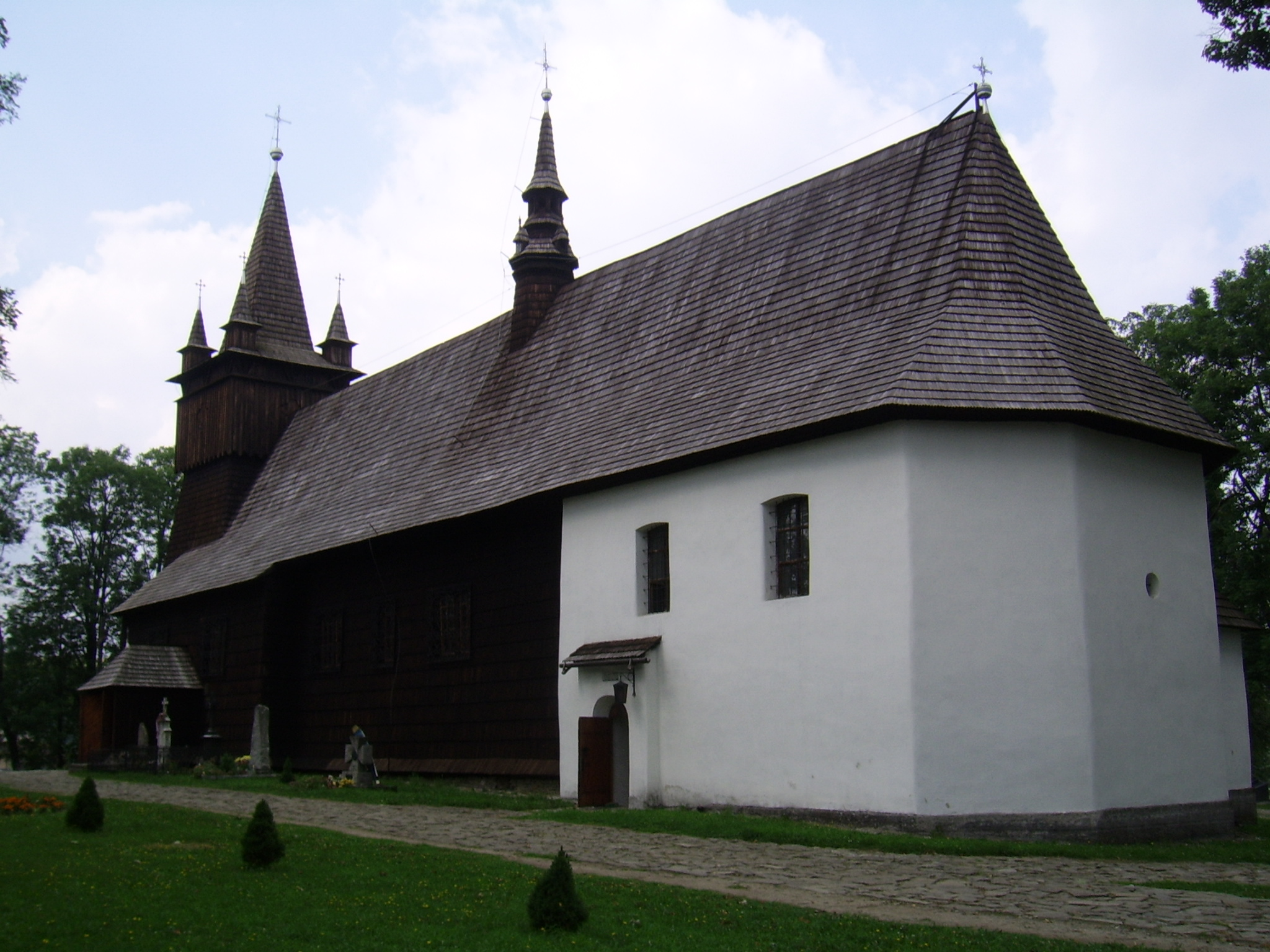
A szentély felől
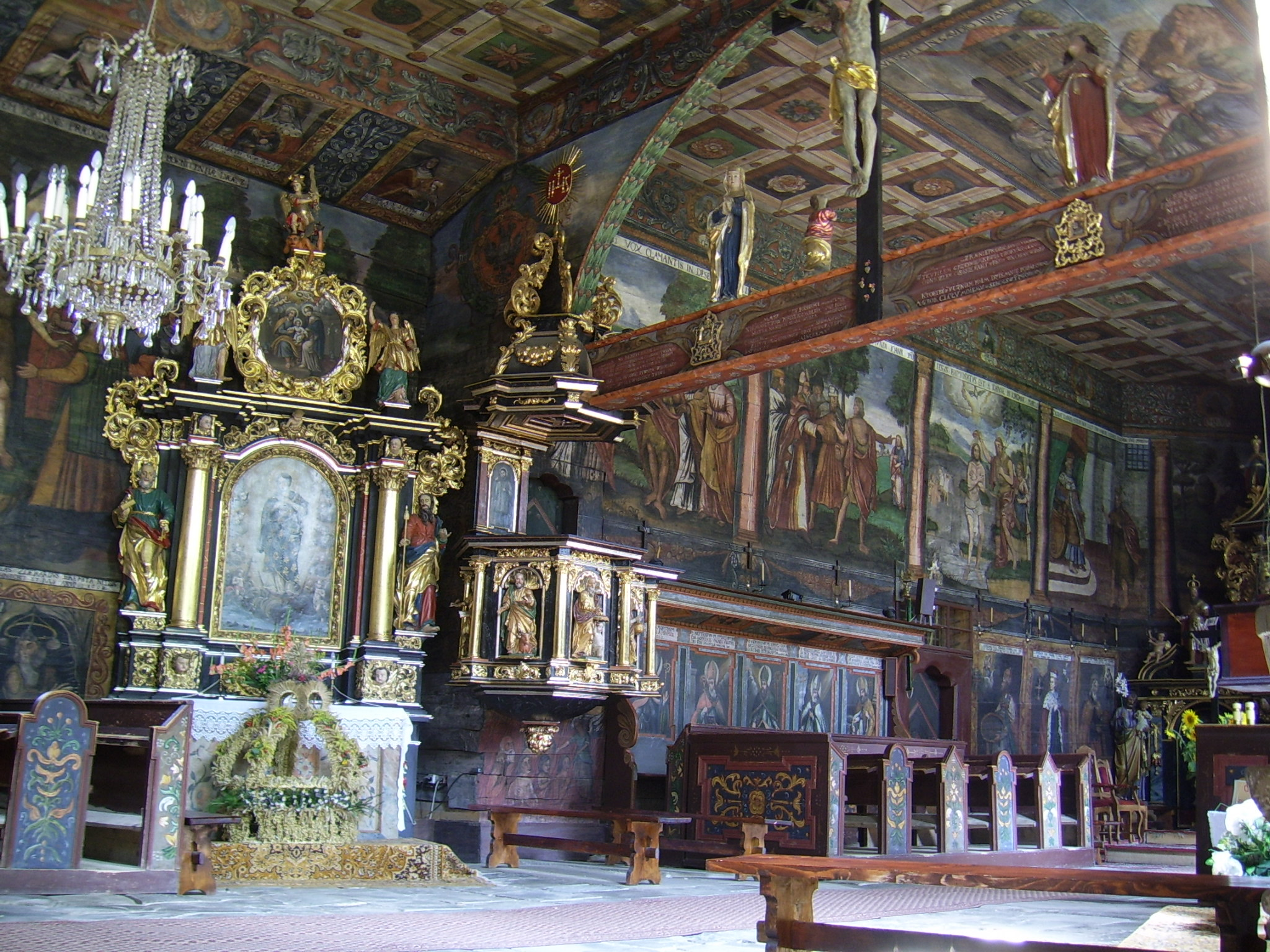
A templom belseje